# Ophiomidas alatum
Ophiomidas alatum är en ormstjärneart som beskrevs av Jean Baptiste François René Koehler 1904. Ophiomidas alatum ingår i släktet Ophiomidas och familjen Ophiolepididae. Inga underarter finns listade i Catalogue of Life.